# Dionaea muscipula
Dionaea muscipula es la única especie del género monotípico Dionaea, una planta carnívora de la familia Droseraceae.  El nombre común dionea atrapamoscas o venus atrapamoscas hace referencia a su hábito alimenticio de atrapar presas vivas, principalmente insectos y arácnidos. Es nativa del sureste de Estados Unidos.

## Descripción
Dionaea muscipula es una pequeña planta cuya estructura está formada por una roseta de cuatro a ocho hojas que surgen de un corto tallo subterráneo de forma bulbosa. Cada tallo alcanza una altura máxima de entre 3,5 a 10 cm; dependiendo de la época del año. Las hojas más largas con trampas robustas se forman normalmente después de la floración. Las plantas que tienen más de siete hojas son colonias formadas por rosetas que se han dividido subterráneamente por la parte del rizoma.

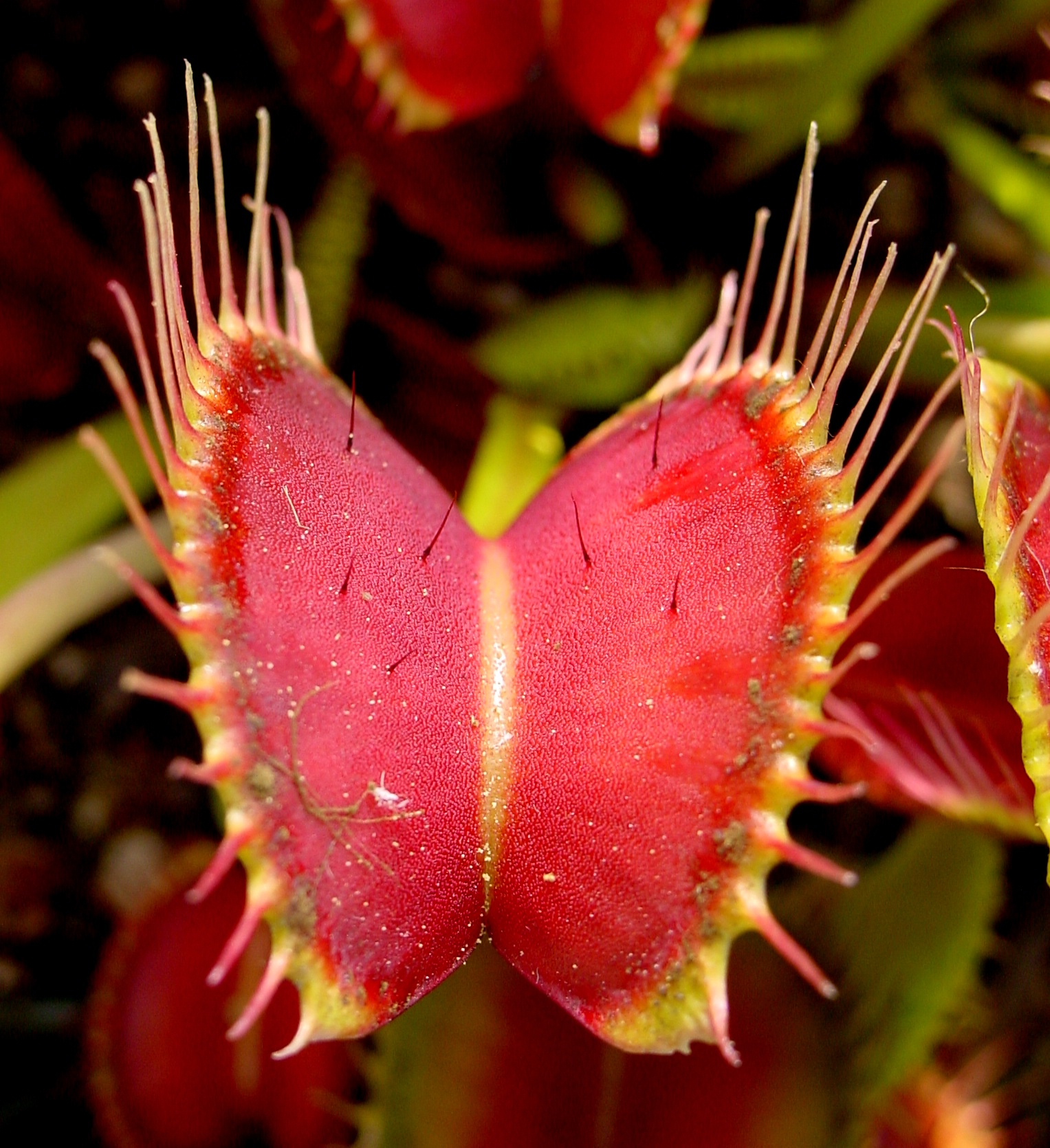
Trampa. (Se aprecian los tres pelos sensitivos en cada lóbulo.)

La lámina de la hoja se divide en dos regiones: un peciolo plano de forma acorazonada con capacidad de fotosíntesis y un par de lóbulos abisagrados en la vena central que constituyen la hoja verdadera y forman su respectiva trampa. La cara superior de estos lóbulos contiene pigmentos rojos de antocianina y sus bordes segregan mucílago. Los lóbulos muestran un movimiento vegetal rápido, cerrándose de golpe cuando son estimulados por la presa. El mecanismo de captura se activa cuando la presa hace contacto con dos de los tres tricomas en forma de pelo que se encuentran en el haz de cada uno de los lóbulos. Este mecanismo es tan especializado que puede distinguir entre presas vivas y estímulos diversos como gotas de agua; en el caso de que sea una presa, esta debe tocar dos de los pelos en un intervalo de veinte segundos o solo uno dos veces en rápida secuencia, tras lo cual los lóbulos se cierran en una décima de segundo. Los bordes están festoneados por protrusiones parecidas a pelos o cilios que se entrelazan y evitan que la presa escape. Estas protrusiones y los pelos disparadores o pelos sensitivos, son probablemente homólogos a los tentáculos de su pariente cercano Drosera. Aunque los científicos no conocen con exactitud la historia evolutiva de la Venus atrapamoscas algunas hipótesis apuntan que podría haber evolucionado a partir de Drosera.
Los huecos que quedan entre los cilios permiten escapar a las presas pequeñas, porque el beneficio que obtendría de ellos sería menor que el coste de digerirlos. En este caso, la trampa se abrirá en doce horas, pero si la presa no llegara a escapar y continuaría moviéndose en el interior de la trampa, esta se cierra por completo, dando inicio al proceso de digestión. En el caso de que la presa se mueva con mayor frecuencia, el proceso de digestión se acelera.
La velocidad de cierre puede variar, dependiendo de la cantidad de humedad, luz, tamaño de la presa y las condiciones generales de cultivo. La velocidad a la que se cierra la trampa se puede utilizar como indicador de la salud general de una planta. D. muscipula no es dependiente de la humedad, como lo son algunas otras plantas carnívoras, como Nepenthes, Cephalotus, la mayoría de Heliamphora y algunas especies de Drosera.
Esta especie muestra variaciones en la forma y longitud del peciolo y si la hoja yace plana sobre la tierra o se yergue en un ángulo de alrededor de cuarenta a sesenta grados. Las cuatro formas principales son: 'typica', la más común, con anchos peciolos decumbentes; 'erecta', con hojas en un ángulo de cuarenta y cinco grados; 'linearis', con peciolos estrechos y hojas a cuarenta y cinco grados y 'filiformis', con peciolos extremadamente estrechos o lineales. Excepto 'filiformis', las otras tres pueden ser fases de la producción foliar de cualquier planta, dependiendo de la estación (decumbente en verano versus corta versus semi-erecta en primavera), la duración del fotoperiodo (peciolos largos en primavera versus cortos en verano) y la intensidad de la luz (peciolos anchos con poca luminosidad versus estrechos con más).[cita requerida]
Cuando se cultiva a partir de semilla, la planta tarda de cuatro a cinco años en alcanzar la madurez y vive veinte a treinta años si se cultiva en las condiciones adecuadas.

## Mecanismo de captura

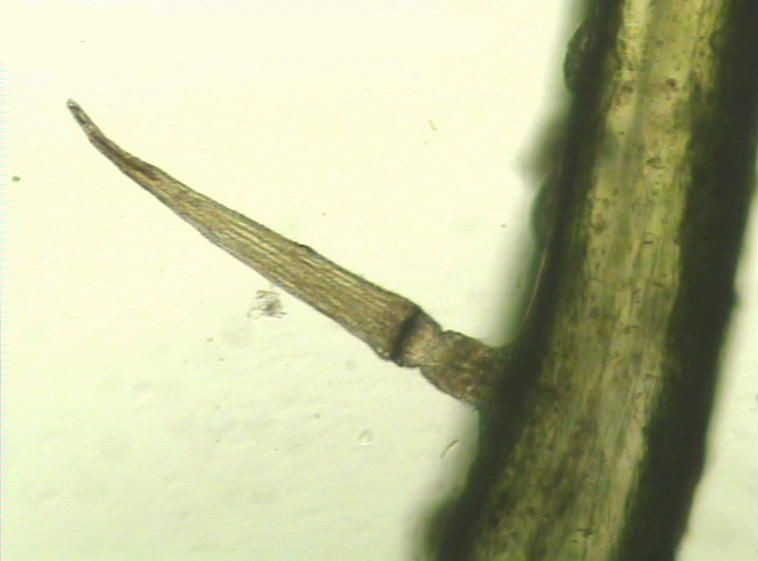
Uno de los pelos sensitivos visto bajo el microscopio

D. muscipula es un miembro del reducido grupo de plantas capaces de realizar movimientos rápidos, como Mimosa pudica, la planta semáforo (Desmodium motorium), Drosera y Utricularia.
El mecanismo por el cual la trampa se cierra bruscamente implica una compleja interacción entre elasticidad, turgencia y crecimiento. En el estado abierto y desactivado, los lóbulos son convexos (doblados hacia fuera), pero en el cerrado son cóncavos (formando una cavidad). Es el rápido giro de este estado biestable lo que cierra la trampa, sin embargo, el mecanismo que activa este proceso todavía no se conoce por completo. Cuando se estimulan los pelos sensitivos, se genera un potencial de acción (que involucra principalmente iones de calcio), que se propaga por los lóbulos y estimula tanto sus células como las de la vena central. Aún se debate lo que hace exactamente esta estimulación. La teoría del desarrollo ácido asevera que las células individuales de las capas exteriores de los lóbulos y la vena central mueven rápidamente 1H+ (iones de hidrógeno) en las paredes celulares, reduciendo el pH y liberando componentes extracelulares, los cuales les permiten dilatarse rápidamente por ósmosis elongando y cambiando, de este modo, la forma de los lóbulos. Alternativamente, es posible que las células de las capas interiores de lóbulos y vena central segreguen otros iones, permitiendo que el agua fluya por ósmosis y las células colapsen. Posiblemente ambos mecanismos jueguen su papel y existen algunas evidencias que lo apoyan.

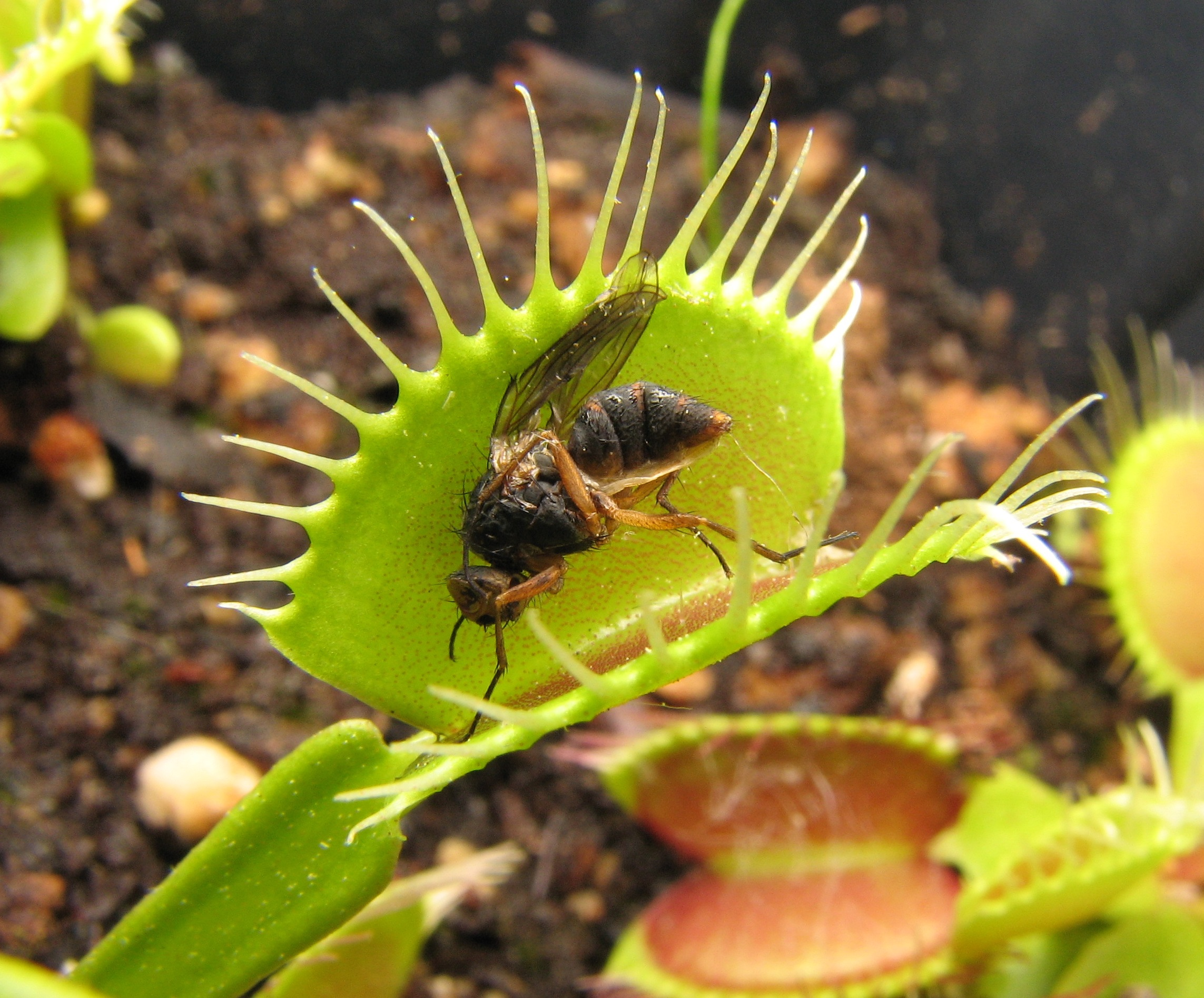
Mosca Muscoidea

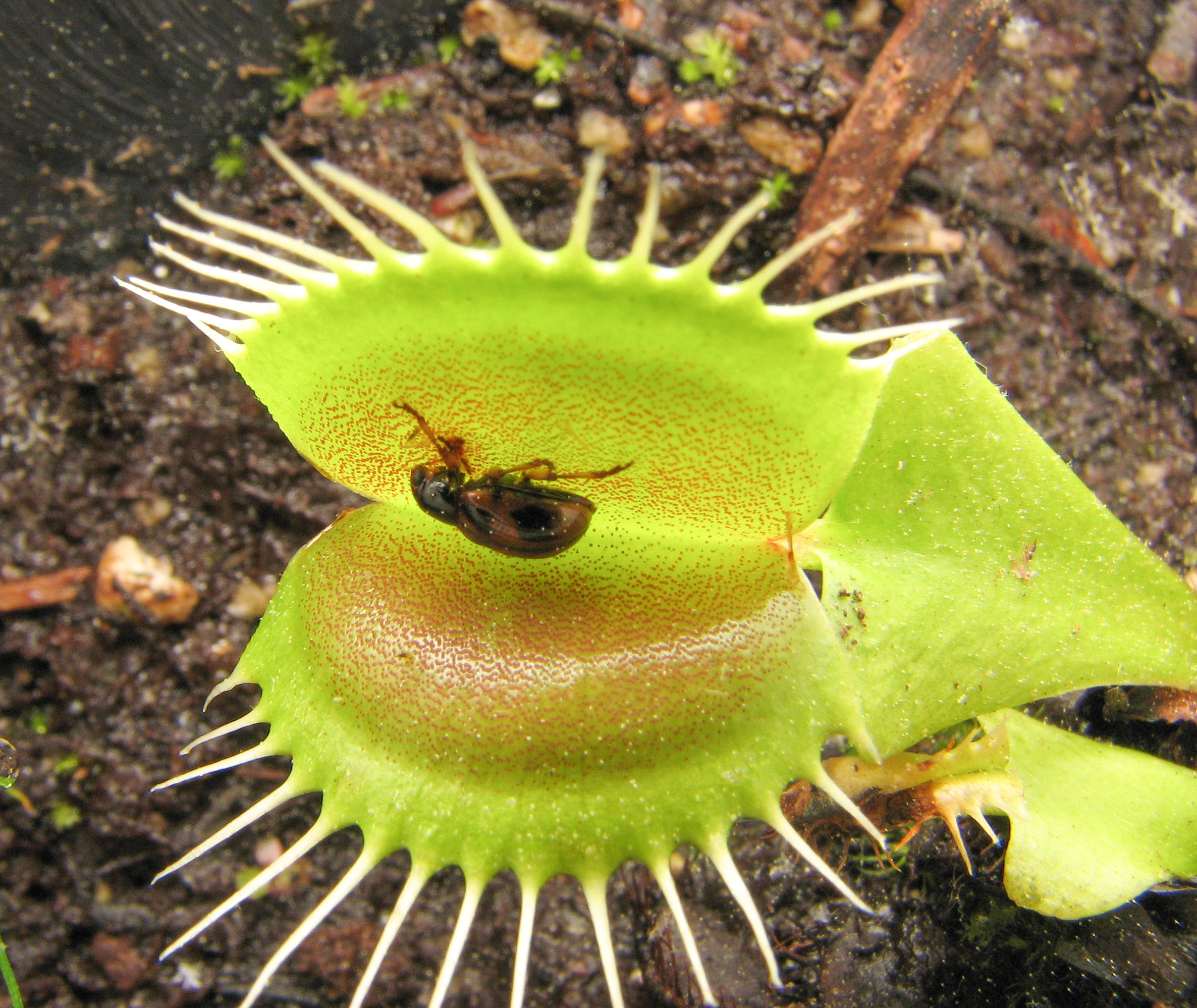
Escarabajo Chrysomelidae Paria

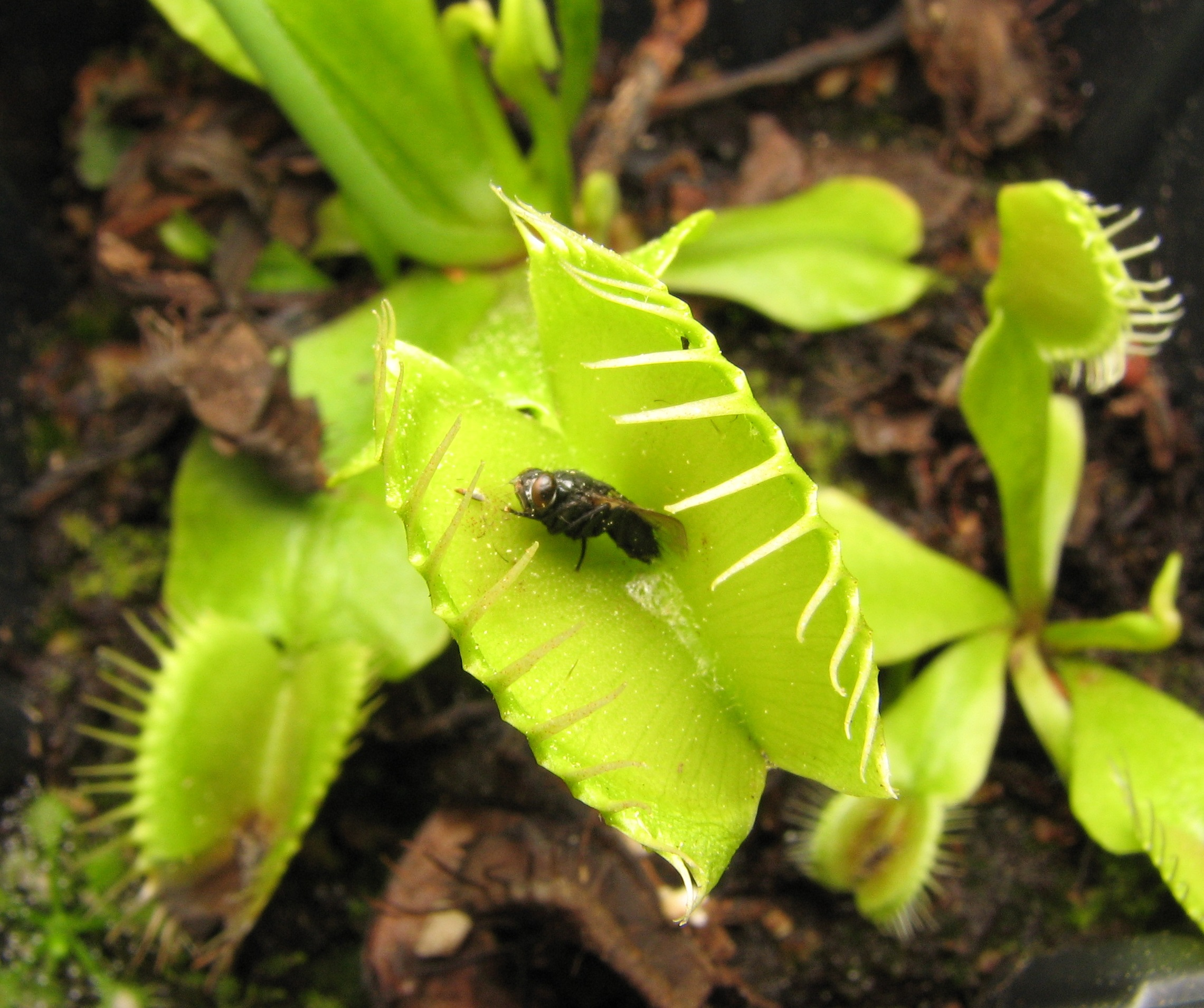
Mosca

### Digestión
Si la presa es incapaz de escapar, continúa estimulando la cara interna de los lóbulos, lo que provoca una mayor respuesta de dilatación que presiona los bordes uno contra el otro para, al final, sellar la trampa herméticamente formando un "estómago" en el cual se produce la digestión. Esta digestión es catalizada por enzimas secretadas por las glándulas de los lóbulos. 
La modificación de la proteína oxidativa es un probable mecanismo predigestivo. En extractos foliares acuosos se han encontrado quinonas tales como la plumbagina naftoquinona que se combina con diferentes diaforasas NADH-dependientes para producir superóxido y peróxido de hidrógeno por autooxidación. Tales modificaciones oxidativas podrían romper las membranas celulares del animal. Se sabe que la plumbagina induce la apoptosis, asociada con la regulación de la familia de proteínas Bcl-2. Cuando se preincubaron extractos de Dionaea con diaforasas y NADH en presencia de seroalbúmina (SA), se facilitó la subsecuente digestión tríptica de SA. Ya que las glándulas exocrinas de Droseraceae contienen peptidasas y, posiblemente, otras enzimas degenerativas, puede ser que la presencia de cofactores oxígeno-activados redox funcionen como oxidantes predigestivos para hacer las proteínas de las paredes membranosas de la presa más susceptibles a los ataques proteolíticos.
La digestión tarda alrededor de 10 días, tras los cuales la presa ha sido reducida a una cáscara quitinosa. Entonces la trampa se reabre dispuesta a la caza de nuevo.

## Distribución y hábitat
Dionaea muscipula vegeta en entornos pobres en nitrógeno, como pantanos y humedales, donde el suelo está compuesto de arenisca o turba. Debido a su reducido tamaño depende de quemas periódicas para suprimir a sus competidores, pero, aunque tolera bien el fuego, este sistema amenaza su futuro en estado silvestre.
Aunque se cultiva con éxito en muchos lugares del mundo, su hábitat nativo es únicamente los estados de Carolina del Norte y Carolina del Sur, en el sureste de los Estados Unidos, concretamente en un radio de unos 100 km alrededor de Wilmington (Carolina del Norte). Uno de esos lugares es el pantano Green Swamp. También existe una población naturalizada en el norte de Florida así como algunas en Pine Barrens, Nueva Jersey. La pobreza nutritiva del suelo es la razón por la que esta especie emplea tan elaboradas trampas: los insectos suministran el nitrógeno para la formación de proteínas que el suelo no puede. Esta carnívora no es una planta tropical, por lo que requiere un clima relativamente suave, con inviernos no demasiados fríos. De hecho, si no pasa por un periodo de dormancia en invierno se debilita y muere tras un cierto tiempo.

Etapas del nacimiento de sus trampas.

### Cultivares
Dionaea es, con mucho, la planta carnívora más cultivada. Se suele vender como planta de interior en floristerías, viveros y supermercados. Durante los últimos diez años han aparecido en el mercado gran cantidad de cultivares creados a partir de mutaciones genéticas de tejidos seleccionados cultivados en laboratorio.

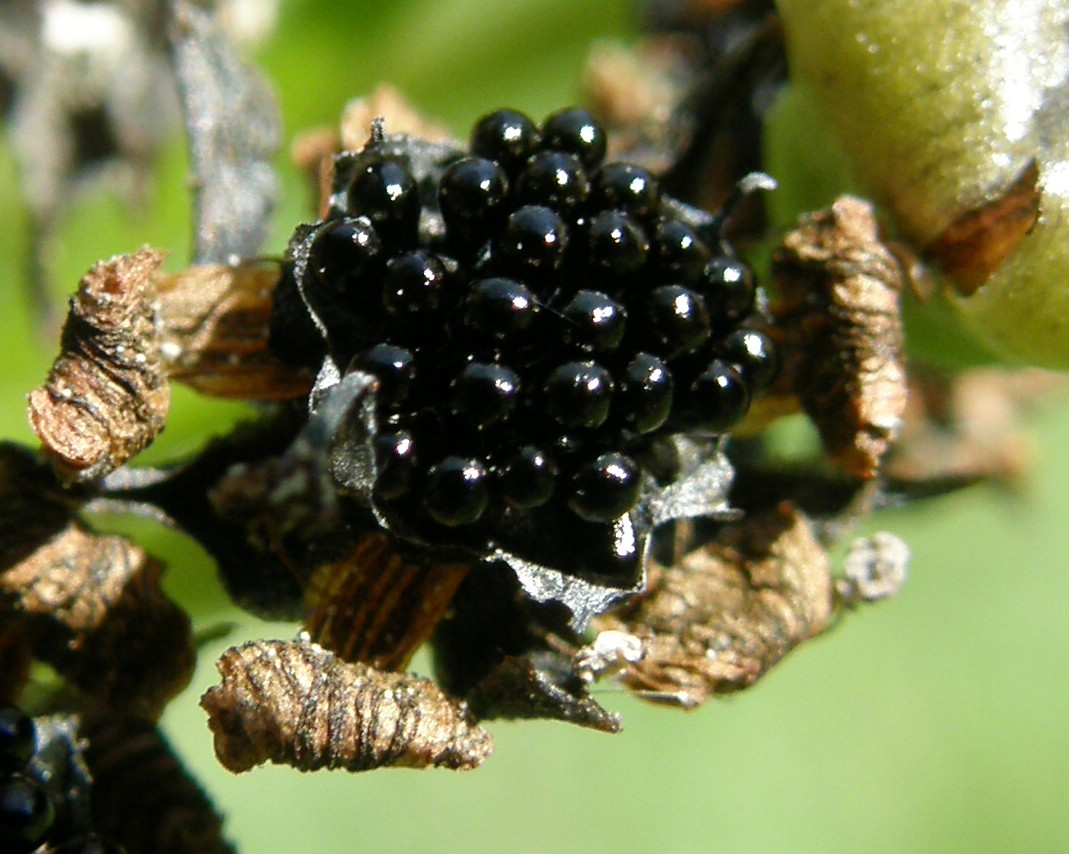
Semillas.

Dentro de los cultivares registrados se puede destacar los siguientes:
- Dionaea muscipula 'Akai Ryu'
- Dionaea muscipula 'Alien'
- Dionaea muscipula 'All Green'
- Dionaea muscipula 'B52'
- Dionaea muscipula 'Big Mouth'
- Dionaea muscipula 'Bimbo'
- Dionaea muscipula 'Bohemian Garnet'
- Dionaea muscipula 'Bristle Tooth'
- Dionaea muscipula 'Clayton's Red Sunset'
- Dionaea muscipula 'Crocodile'
- Dionaea muscipula 'Cupped Trap'
- Dionaea muscipula 'DC XL'
- Dionaea muscipula 'Dentate'
- Dionaea muscipula 'Fused Tooth'
- Dionaea muscipula 'Green Dragon'
- Dionaea muscipula 'Holland Red'
- Dionaea muscipula 'Jaws'
- Dionaea muscipula 'Korean Melody Shark'
- Dionaea muscipula 'Low Giant'
- Dionaea muscipula 'Microdent'
- Dionaea muscipula 'Mirror'
- Dionaea muscipula 'Phalanx'
- Dionaea muscipula 'Pink Venus'
- Dionaea muscipula 'Red Piranha'
- Dionaea muscipula 'Red Rosetted'
- Dionaea muscipula 'Royal Red'
- Dionaea muscipula 'Sawtooth'
- Dionaea muscipula 'Schuppenstiel I'
- Dionaea muscipula 'Wacky Traps'
- Dionaea muscipula 'Werewolf'

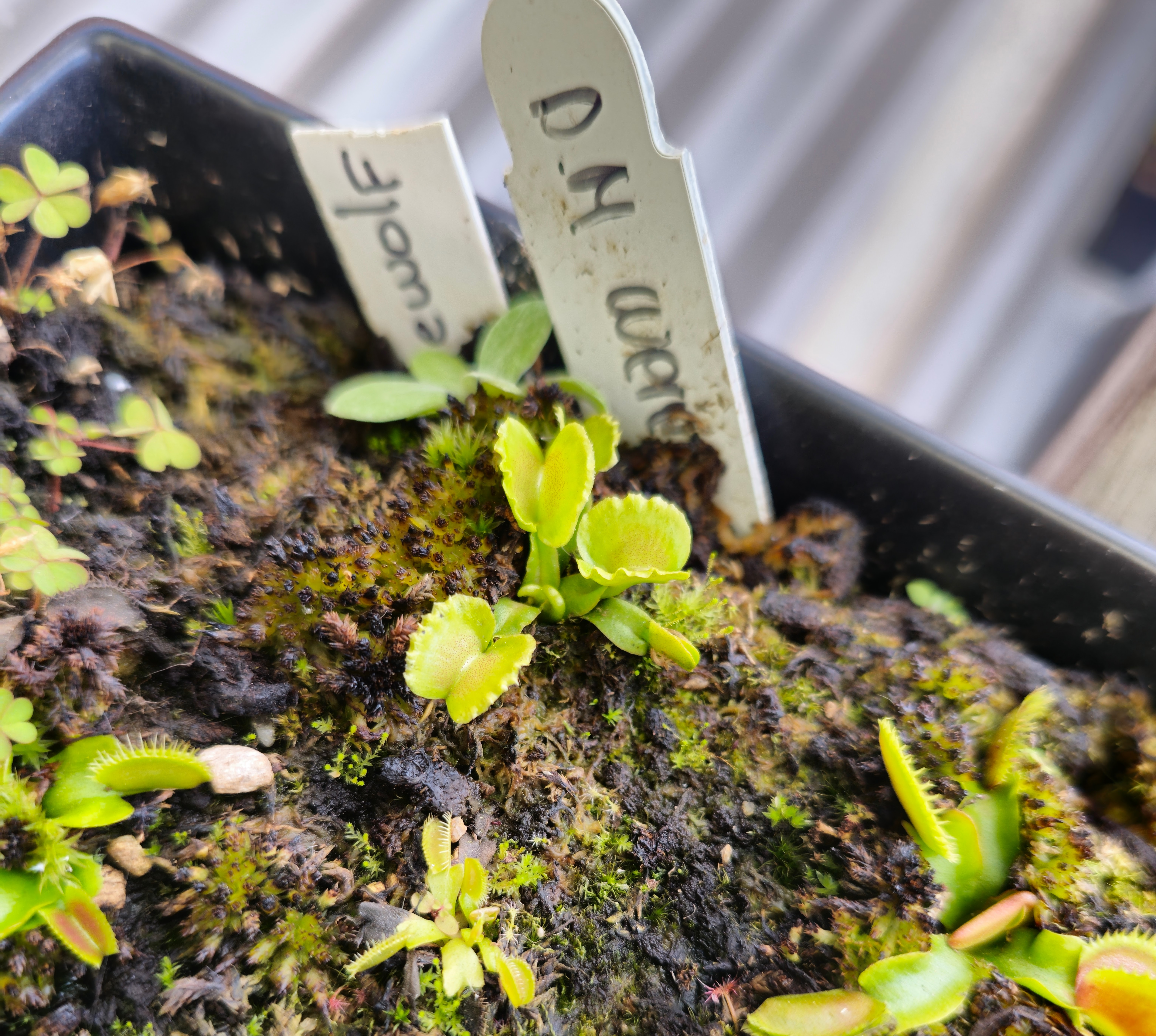
Dionaea muscipula ´Werewolf´

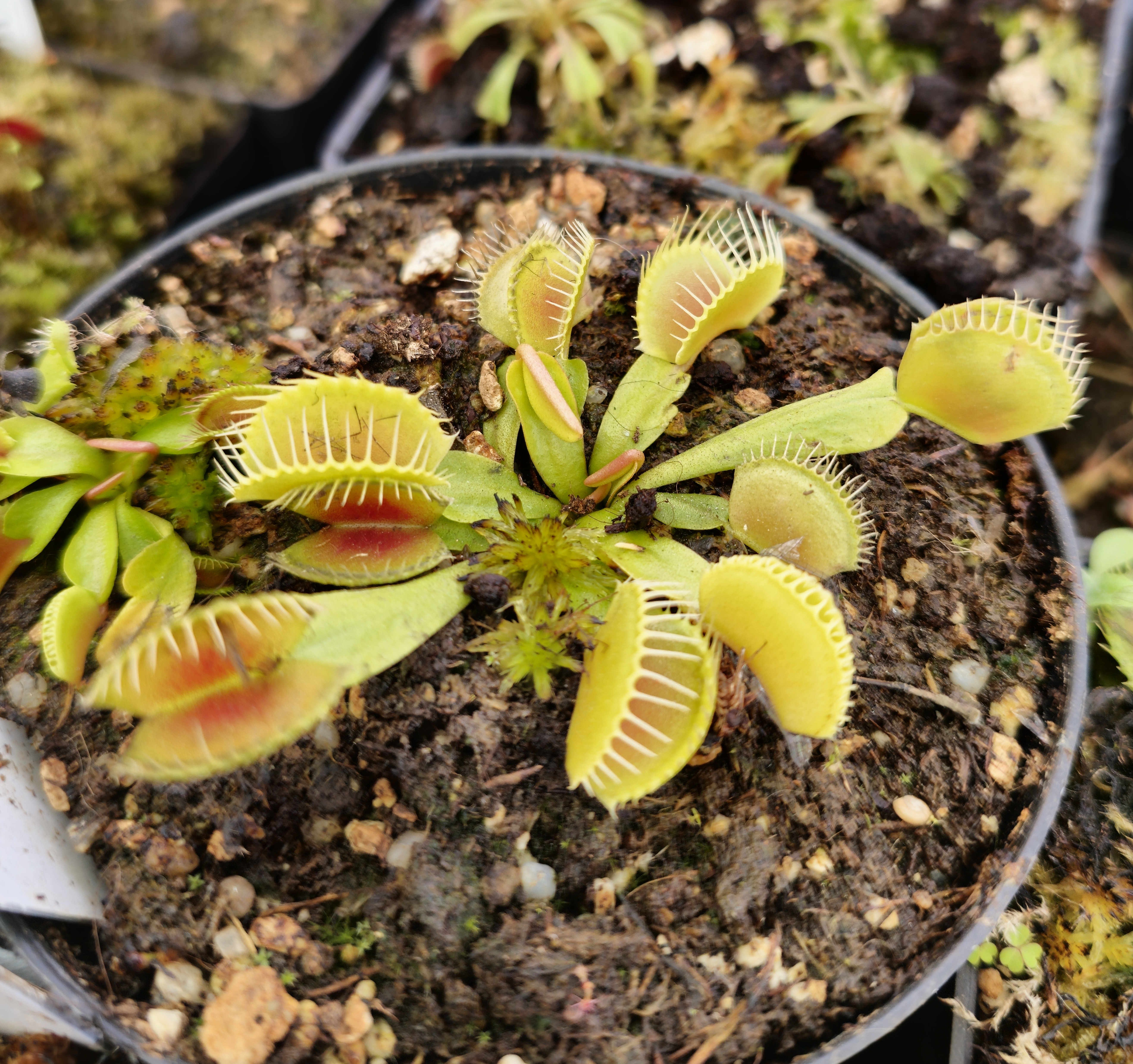
Dionaea muscipula ´Phoenix´

Existe una lista extraoficial que incluye muchos más nombres, incrementados anualmente. Ninguna de estas "variaciones de nombres" se reconoce oficialmente a menos que el nombre esté adecuadamente documentado, registrado y aceptado por la Autoridad Internacional de Registros para cultivares de plantas carnívoras, la Sociedad Internacional de Plantas Carnívoras (International Carnivorous Plant Society).

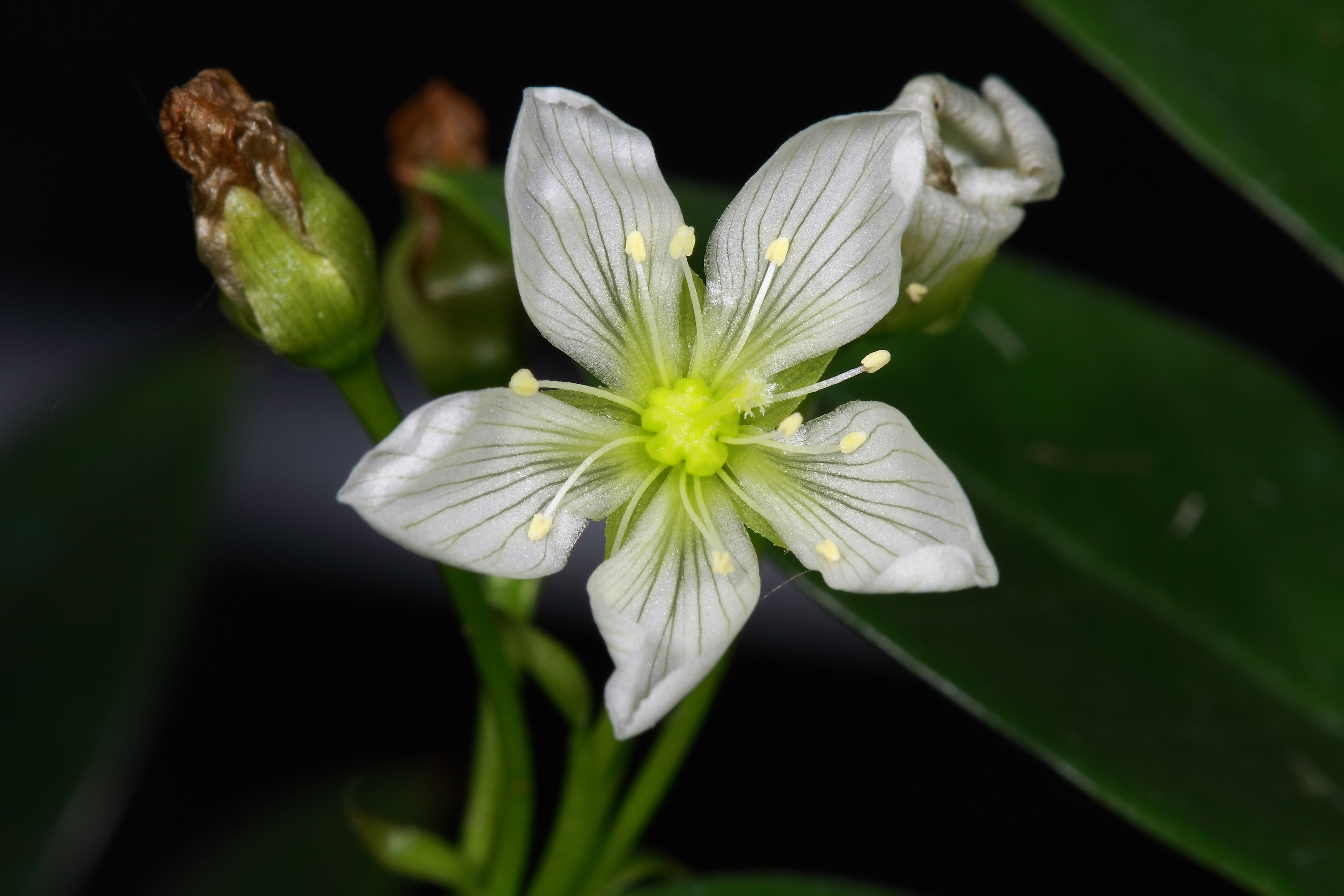
Las venus atrapamoscas sanas producen flores en primavera.

Dentro de los cuales se puede destacar los siguientes:
- Dionaea muscipula 'Dutch'
- Dionaea muscipula 'Dutch Delight'
- Dionaea muscipula 'Funnel Trap'
- Dionaea muscipula 'Kim Jong Un'
- Dionaea muscipula 'Red Dentate'
- Dionaea muscipula 'Red From' o 'All Red'
- Dionaea muscipula 'Spider'
- Dionaea muscipula 'Titan'

## Cultivo
Las Venus atrapamoscas son populares, sin embargo, tienen fama de ser difíciles de cultivar. El éxito de su cultivo depende de lo fielmente que se pueda reproducir su hábitat natural. Requiere un sustrato libre de sales minerales, una buena mezcla es arena de cuarzo y turba de sphagnum al 50 %. El riego se debe realizar con agua ácida y no básica, de lluvia (libre de sedimentos) o destilada, ya que las sales disueltas del agua corriente podrían matarla. Un pH de 5 o 6 es el óptimo. El uso de fertilizantes es altamente nocivo (todos los nutrientes que necesita los obtiene de sus presas). Necesita una exposición a pleno sol, ya que sin luz suficiente se debilita y muere. Dado que su hábitat natural son los pantanos donde el suelo está constantemente encharcado, el sustrato de la planta debe estar siempre húmedo y es conveniente colocar una bandeja con un poco de agua bajo la maceta (preferiblemente de plástico, que conserva mejor la humedad), si se opta por mantenerla dentro de un recipiente de cristal, por ejemplo, es vital que siempre tenga un dedo de líquido en el fondo, que por supuesto estará libre de cal y de sales minerales. 
La temperatura adecuada sería entre 18 y 26 °C en verano y por el día. Le favorecen los cambios bruscos. Por ello por la noche sería positivo que bajase drásticamente. En invierno soporta entre 5 y 10 °C o alguno menos, pero no tolera las heladas. 
Durante el tiempo de inactividad (dormancia), los riegos deben ser mucho más escasos y se permitirá que la planta descanse en un lugar frío (puede ser en el exterior si no hay riesgo de heladas) y soleado. Esta etapa debería coincidir con el invierno. Sin embargo, las plantas adquiridas en viveros o centros comerciales suelen estar manipuladas, cuando crecen el primer año es posible que no tengan periodo de inactividad.
En su hábitat, Dionaea produce, en primavera, tallos florales de unos 30 cm, que nacen del centro de la roseta con cinco o seis florecillas en el ápice. En cultivo, muchos cultivadores eliminan este tallo floral en cuanto tiene 5 o 6 cm, ya que la floración consume demasiada energía y reduce el crecimiento de palas y trampas (hojas). Si se le permite florecer, es recomendable polinizarla, para ello se recoge un poco de polen (con un palillo, por ejemplo) y se frota contra el estigma. Esto se puede hacer con la misma flor o con otra de la misma planta, es lo que se denomina autopolinización. Se obtendrán unas veinte a treinta semillas como bolitas negras de 1 mm de diámetro que tras tres o cuatro semanas de estratificación en un ambiente húmedo y frío se pueden sembrar en turba.

## Taxonomía
Dionaea muscipula fue descrita por John Ellis y publicado en The St James's Chronicle; or the British Evening Post n.º 1172: [p. 4] 1768.
Sinonimia
- Dionaea corymbosa (Raf.) Steud. (1840)
- Dionaea crinita Sol. (1990) nom. superfl.
- Dionaea dentata D'Amato (1998) nom. nud.
- Dionaea heterodoxa D'Amato (1998) nom.nud.
- Dionaea muscicapa A.St.-Hil. (1824) sphalm.typogr.
- Dionaea sensitiva Salisb. (1796)
- Dionaea sessiliflora >(auct. non G.Don: Raf.) Steud. (1840)
- Dionaea uniflora (auct. non Willd.: Raf.) Steud. (1840)
- Drosera corymbosa Raf. (1833)
- Drosera sessiliflora auct. non G.Don: Raf. (1833)
- Drosera uniflora auct. non Willd.: Raf. (1833)